# Fujiwara no Yoritada
Fujiwara no Yoritada (藤原 頼忠?   924-31 de julio de 989) fue un kugyo (noble japonés de clase alta) y regente del emperador En'yu y del emperador Kazan. Fue segundo hijo de Fujiwara no Saneyori y su madre fue una hija de Fujiwara no Tokihira.
Ingresó como chambelán en 942 y ascendió varios grados hasta ser nombrado como sadaiben en 956. En 964 fue nombrado gobernador de la provincia de Bizen y en 968 es ascendido como jusanmi. En 972 fue ascendido a shosanmi y nombrado como udaijin. En 973 ascendió como junii y en 977 como shonii, para luego ser nombrado como sadaijin. 
Posteriormente recibió de parte de su primo Fujiwara no Kanemichi el título de kanpaku (regente), ya que Kanemichi se encontraba médicamente incapacitado y cedió el título a Yoritada en vez de su hermano rival Fujiwara no Kaneie. A pesar de que dos de las hijas de Yoritada estuvieron casadas con el emperador En'yū y el emperador Kazan, no tuvieron hijos.
Kaneie, quien era el abuelo del príncipe de la Corona Yasuhito (emperador Ichijo), presionó al emperador Kazan a abdicar. Cuando el emperador Ichijo subió al trono en 986, Yoritada renunció al cargo de kanpaku y Kaneie se convirtió en sessho (regente) del emperador Ichijo. 
Yoritada además asumió el cargo de Daijō Daijin desde 978 hasta su muerte y es referido póstumamente como Rengi-kō (廉義公?).